# 中華民國總統之印

中華民國總統之印和中华民国总统之章是中華民國總統使用的印章。总统之印的正面刻印之文字為「總統之印」，於總統依職權發布命令、颁发贺词或是挽额時，以及在永久性公务文件上的用印。总统之章正面刻印文字为「總統之章」，通常作为职章用于诸如报表、咨文等公务文件。

## 沿革
首枚總統之印於1948年由國民政府中央印鑄廠製造，同年5月20日隨首任總統蔣中正就職啟用，確切製造地點待查。首枚總統之印為直柄式正方形銀質印章，正面陽刻「總統之印」四篆字，左側面刻「民字第壹號」字樣，右側面刻「中華民國三十七年五月○日」字樣。首枚總統之印篆刻出自中華民國國璽篆刻者王褆的學生吳樸堂之手，吳樸堂是西泠印社名家、於1946年擔任國民政府印鑄局技正。1950年，首枚總統之印隨中華民國政府遷臺，總統府第五局改編為總統府印鑄科，原屬總統府第五局之下的「總統府鑄印工廠」、「總統府製章工廠」及「總統府印刷工廠」合併為「總統府印鑄工廠」並劃歸總統府第三局管理。1956年，臺中市自由路85號總統府印鑄工廠歸併至中央印製廠，改為中央印製廠鑄製科。1962年，中央印製廠鑄製科改為中央印製廠鑄製所。1995年1月4日，總統府依《印信製發啟用管理換發及廢舊印信繳銷辦法》向中央印製廠申請換發總統之印，首枚總統之印正面截角作廢，總統府第二局局長尹立人核示將首枚總統之印送往中央印製廠鑄熔再製，總統府陳姓科員主動通知國史館搶救首枚總統之印，國史館搶救成功。1996年，總統府將首枚總統之印移交國史館永久典藏。
首枚總統之印有五枚副印，均為方形無柄印版，材質為銅質、鉛質或木質鑲銅片。其中一枚副印於1976年12月由中央印製廠製造，方形銅質，正面陽刻「總統之印」四篆字，左側面刻「復字第弍肆捌伍號」字樣，右側面刻「中華民國六十五年十二月重鑄」字樣，背面刻「總統之印副印 總統府第三局監製 中央印製廠鑄造」字樣。副印使用方式類似拓印：固定印身，於正面敷上印泥，文件覆於正面之上，在文件紙背細心施壓。副印通常適用於大量套印，一可增加行政效率，二可減少總統之印使用次數、延長總統之印使用年限，三可保持印色著紙均勻。
2004年5月22日，總統府發言人黃志芳說，總統之印用於重要文書，「但是它的定義不是國璽」。
2019年1月9日，文化部頒布《文授資局物字第10830003731號》公告，首枚總統之印等27件文物指定為國寶。